# Kamienica przy pl. Bolesława Chrobrego 36 w Kłodzku
Kamienica przy pl. Bolesława Chrobrego 36 w Kłodzku – pochodząca z XVIII wieku, barokowy dom położony na kłodzkim rynku w jego wschodniej pierzei.

## Historia
Budynek został wzniesiony z XVIII wieku na istniejącym wcześniej renesansowym zrębie. Elewacja jego była poprawiana w czasach późniejszych. W 1886 roku na parterze wybito otwór na okno wystawowe.
Decyzją wojewódzkiego konserwatora zabytków z dnia 3 grudnia 1984 roku kamienica została wpisana do rejestru zabytków.

## Architektura
Parter jest płytko boniowany, portal gładki (z około 1700 roku) o dość szerokiej pasowej archiwolcie koszowej. W miejscu dzisiejszego okna wystawowego było przed 1886 rokiem zwyczajne okno ładnie okratowane. Parter wieńczy gładka, nieco ciężka płyta. Na niej stoją cztery silne pilastry, ostro żłobkowane, z niskimi, fantazyjnymi głowicami. Pilastry idą też przez dwa piętra. Okna, o gładkich uszatych ramach i parapetach, podparte są lustrami. belkowanie składa się z gładkiego gzymsu podpartego kostkami fryzu i architrawu na osiach pilastrów. Na kostkach fryzu osadzono głowy lwów w płaskorzeźbie. Ładny szczyt podzielony jest na trzy pola pilastrów zbliżonych do poprzednich – z uwzględnieniem skali. Pilastrom skrajnym pierwszego i drugiego piętra odpowiadają postumenty zakończone piramidkami. Biegną od nich ku środkowi lekkie wydłużone woluty, wspierające naczółek łukowy. W polach po jednym oknie; nad środkowym okienko koliste ujęte jest w podokiennik i dwie małe woluty. Elewacja ta, pomijając parter, na ogół mało była przerabiana. W każdym razie w połowie XIX wieku miała prawie ten sam wystrój. Zarówno głowice, zbliżone do jońskich, jak i głowy lwów oraz piramidki, istniały już wtedy i nie są nowoczesną naleciałością, jak sądzi mylnie wiele osób. Jedynie łukowy naczółek szczytu znalazł się w miejsce ogromnego orła pruskiego z rozpostartymi skrzydłami, który nie był dziełem ani pięknym, ani związanym z wytworną fakturą elewacji.
Od strony ulicy Wodnej fasada była jeszcze mniej przerabiana. Dwie kondygnacje niższe wykazują resztki detalu renesansowego, dwie wyższe należą już do baroku.

## Galeria

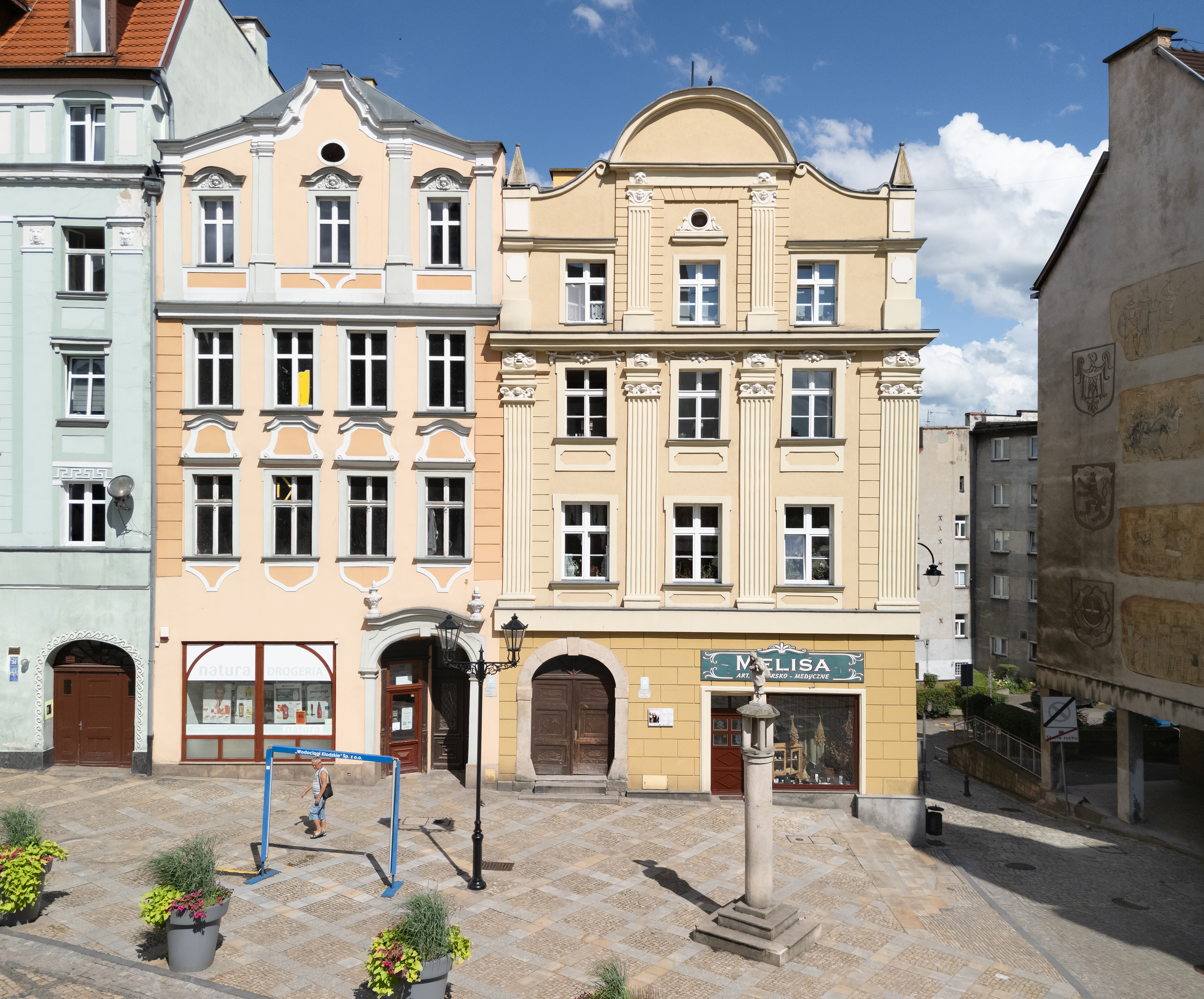
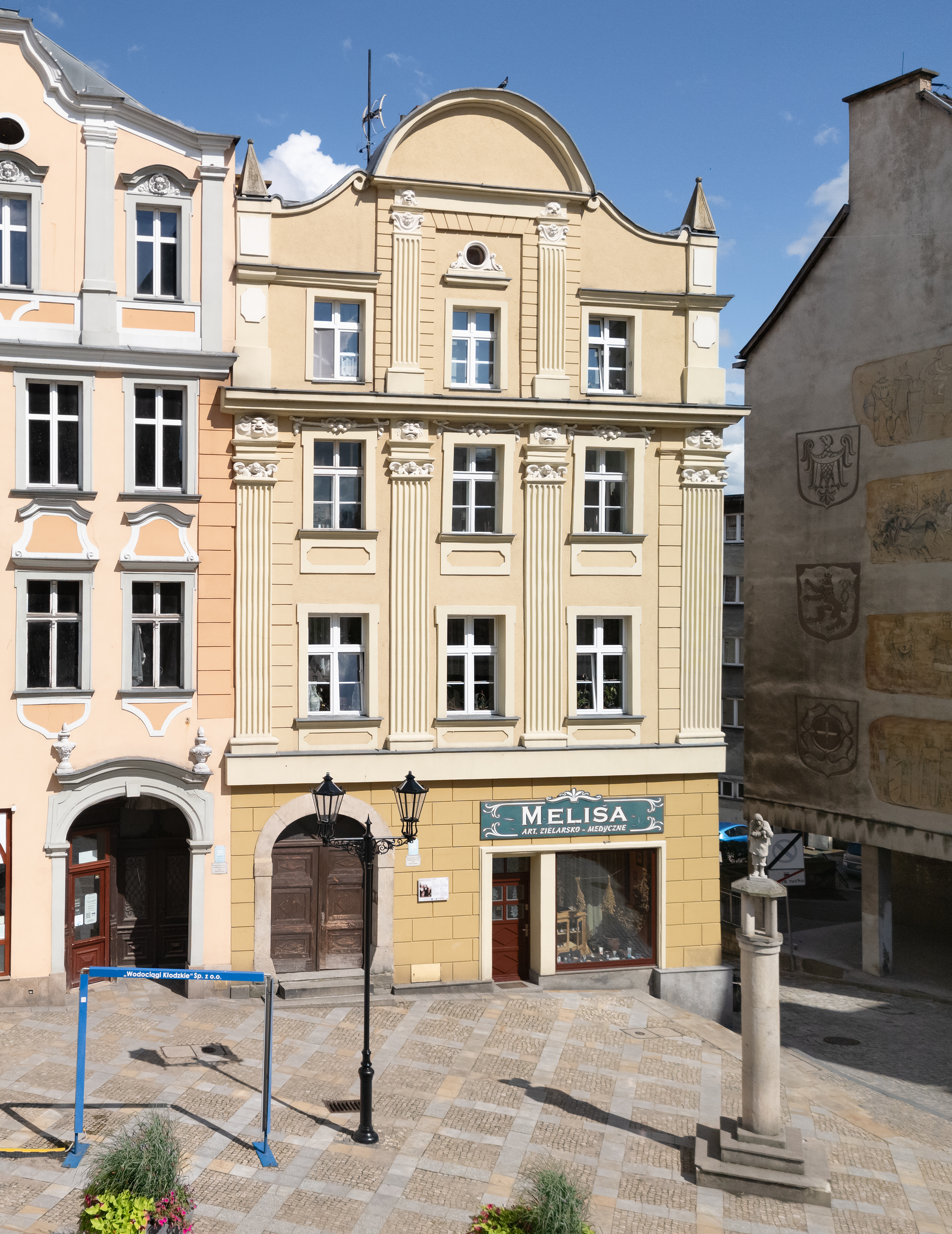
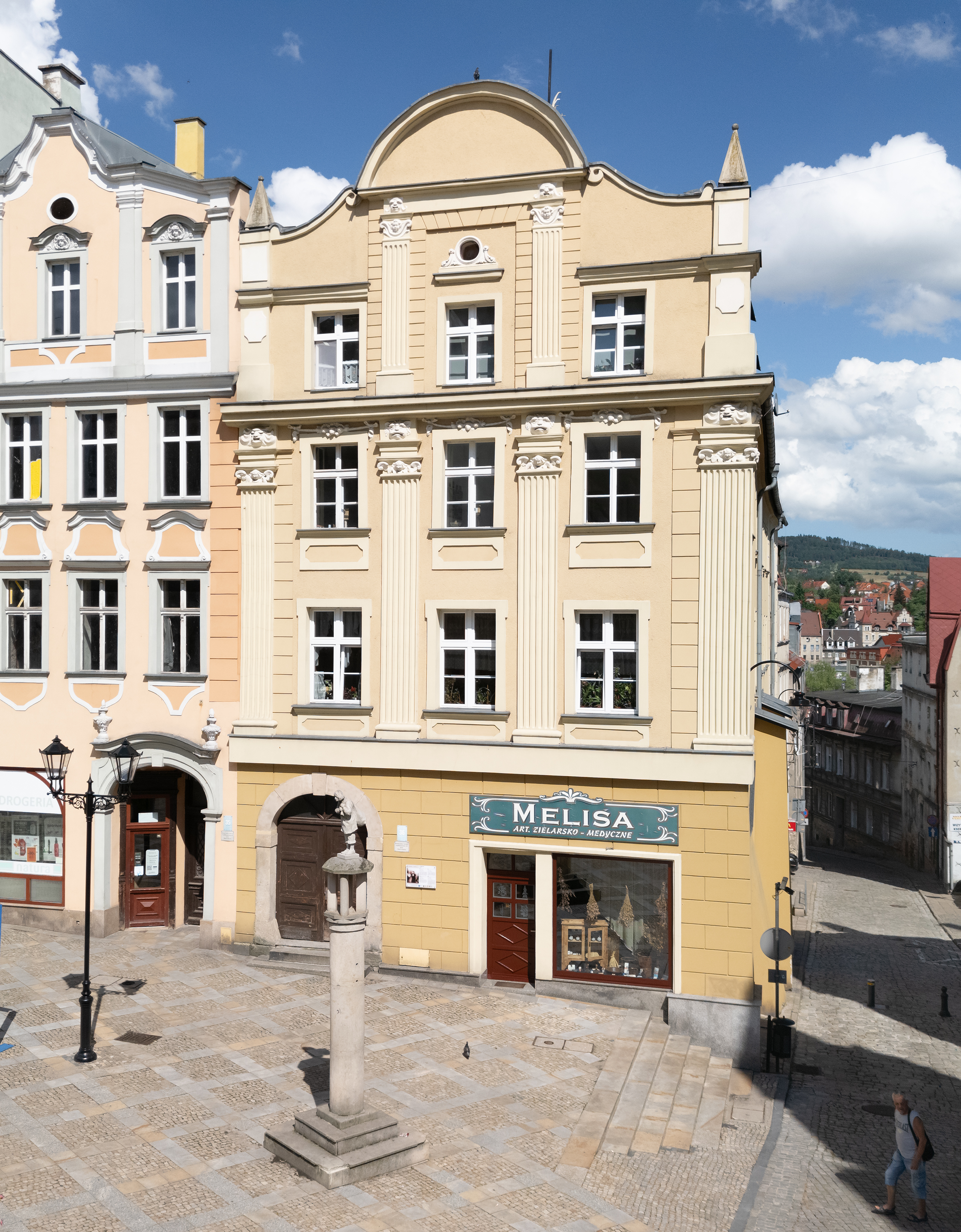
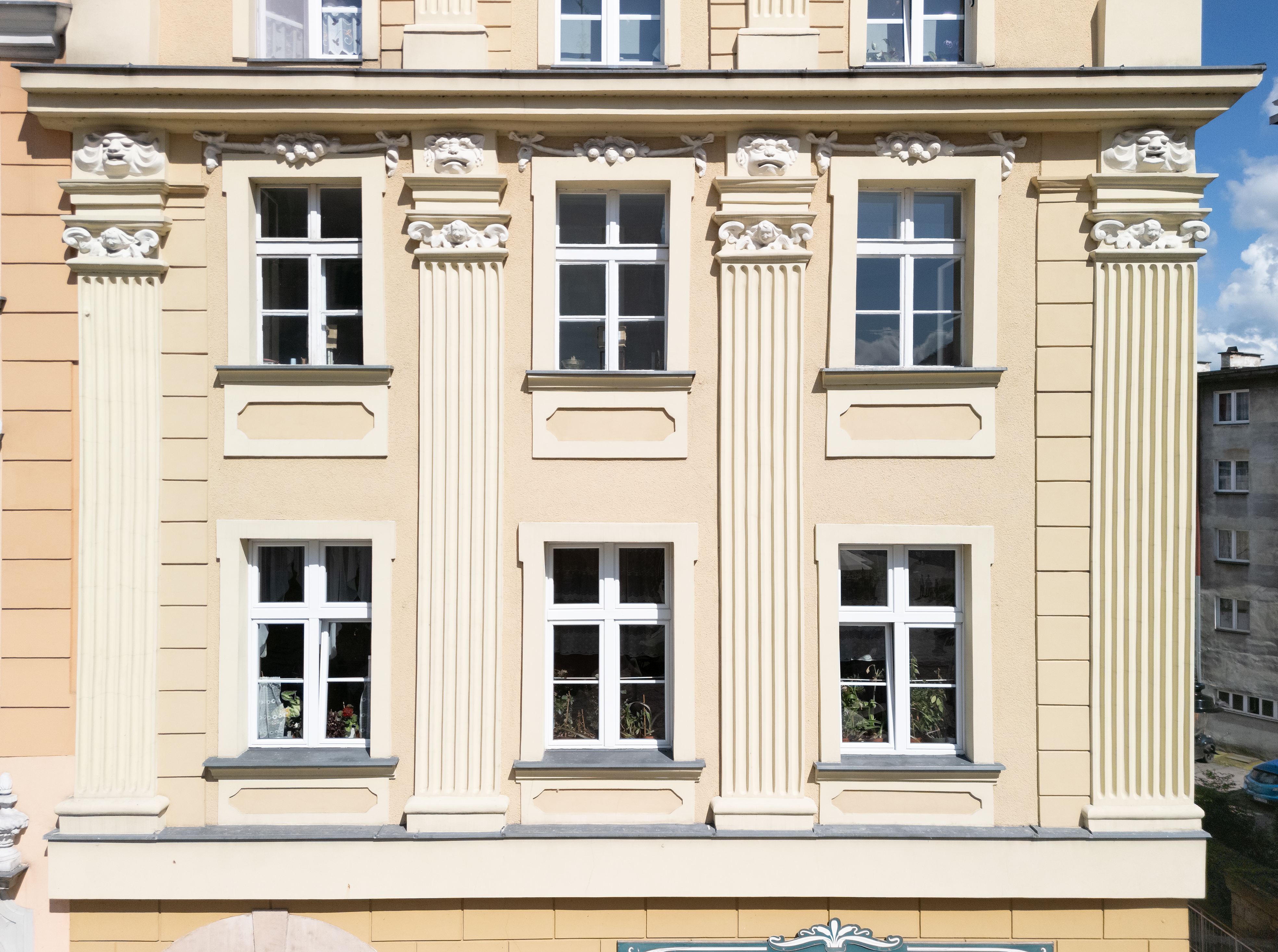
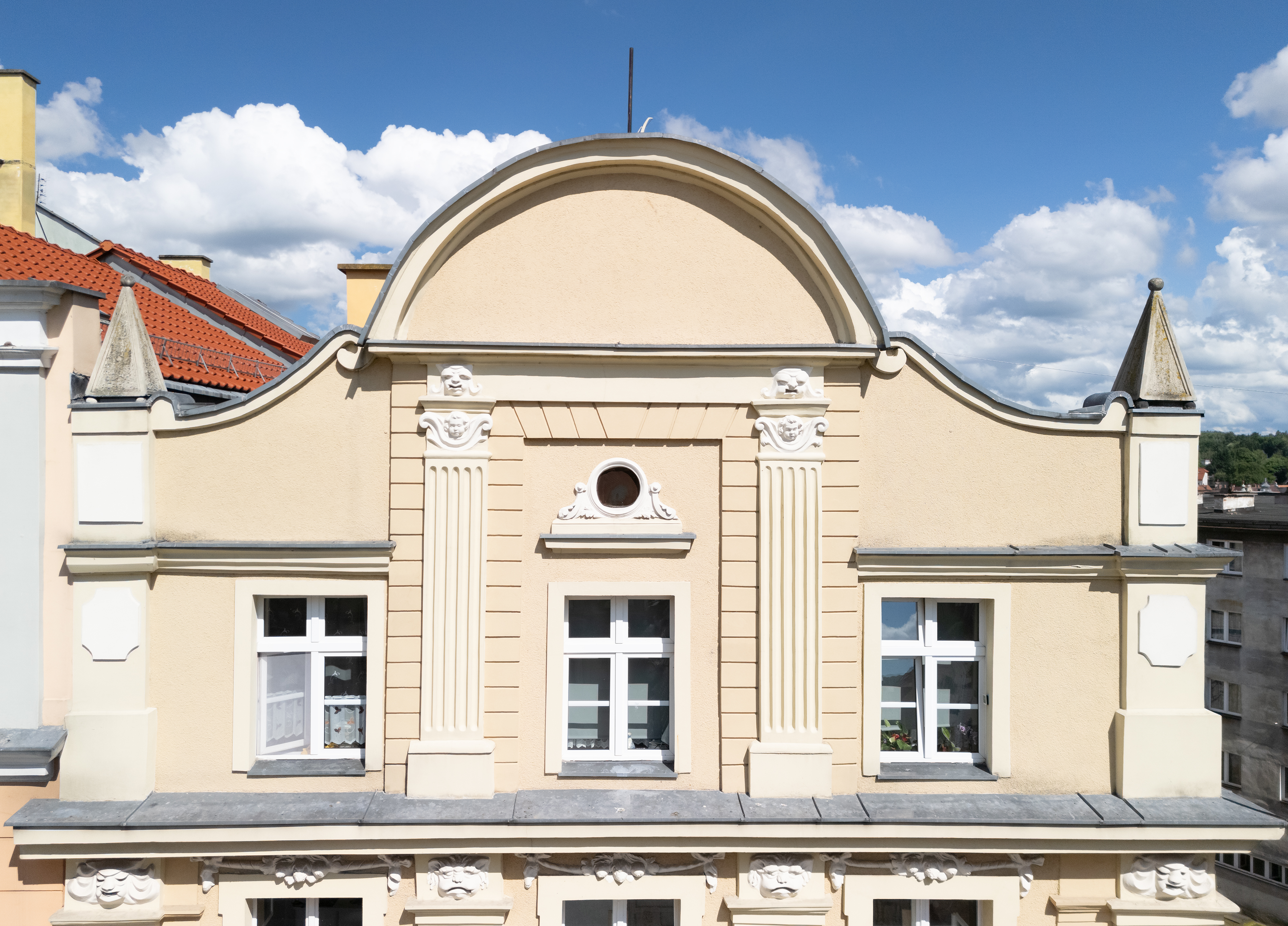
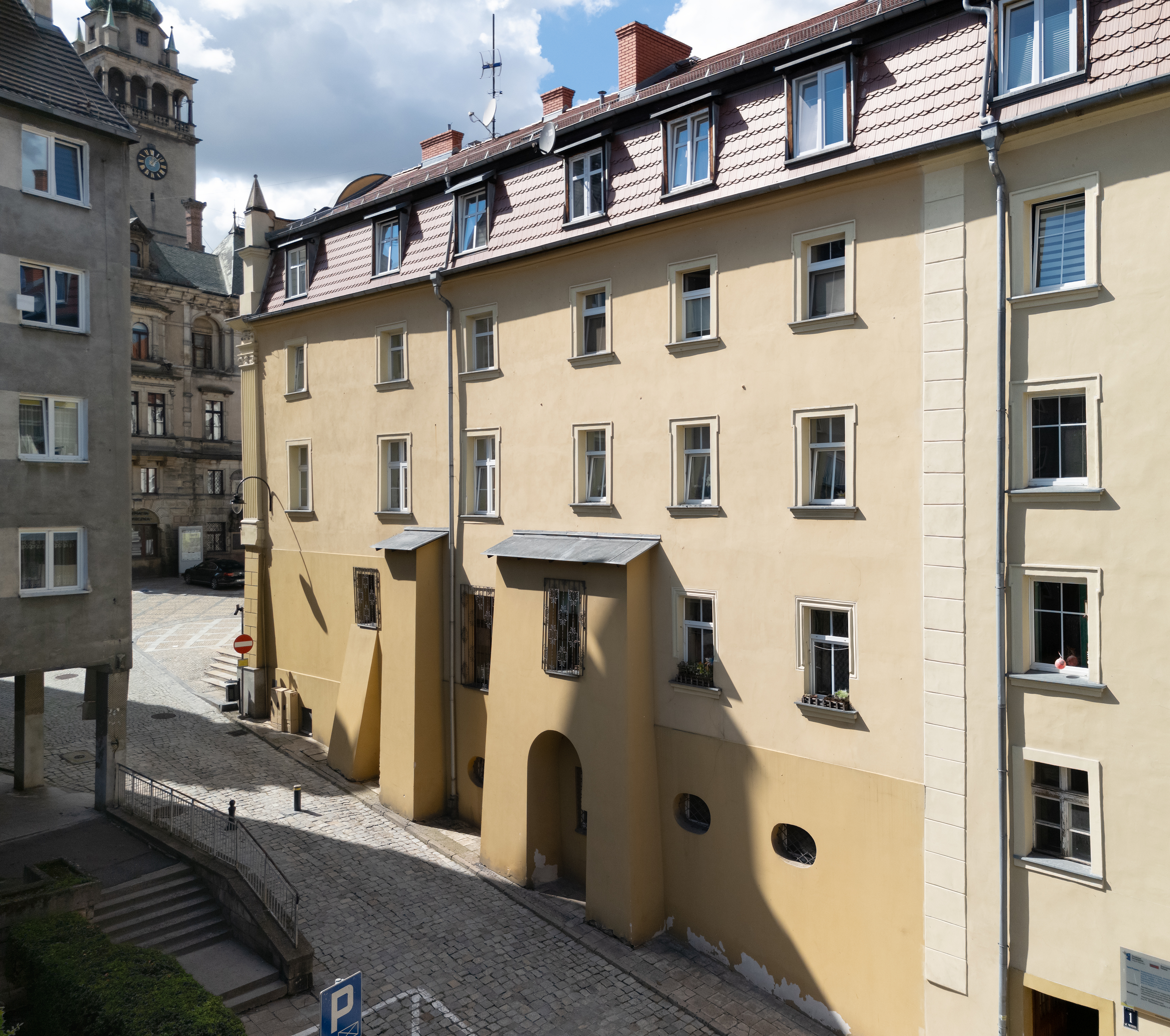